# Orden von Montesa

Ordenskreuz

Der Orden von Montesa war ein spanischer Ritterorden. 
Er wurde 1316 von Jakob II. von Aragón nach der Auflösung des Templerordens im Kampf gegen die Mauren gegründet und mit den Gütern des Templerordens ausgestattet. 
Durch die Bulle Ad providam vom 12. Mai 1312 übertrug Papst Clemens V. alle Güter des Templerordens den Johannitern. Die Könige der Iberischen Halbinsel waren mit dieser Lösung jedoch nicht einverstanden. Deshalb behielt der Papst sich am 26. Mai 1312 vor, für die Iberische Halbinsel eine Sonderregelung zu schaffen und erbat sich von den betroffenen Herrschern bis zum 1. Februar 1313 Stellungnahmen zu unterbreiten. Jakob II. von Aragon wollte die Schaffung eines nationalen Ordens, auf den er Verfügungsgewalt hatte. Mehr als einen Aufschub erwirkte Jakob II. von Aragon nicht. Erst mit der Wahl von Papst Johannes XXII. 1316 wurde der Weg zur Gründung des Ordens von Montesa geebnet, dem die ehemaligen Templergüter im Königreich Valencia durch die Johanniter übergeben wurden. Der Orden nahm 1317 die Ordensregeln der Zisterzienser an und richtete seinen Hauptsitz in der namensgebenden Burg von Montesa ein. Der Orden erhielt auch die Stadt Peñíscola. Offiziell gegründet wurde der Orden von Montesa am 22. Juli 1319 und wurde dem Orden von Calatrava affiliert. Der Großmeister des Calatravaordens besaß das Visitationsrecht und die Bußgewalt. Ordenskreuz ist dem der Templer sehr ähnlich. 1400 wurde ihm der Orden von San Jorge de Alfama angeschlossen. 1587 ging das Amt des Großmeisters auf den spanischen König über. In der Folge wandelte der Orden sich in einen weltlichen Verdienstorden.
Die Ordenstracht war ein weißer Mantel mit rotem Kreuz.

## Großmeister
- Guillermo de Eril (1319)
- Arnaldo de Ferriol (1319–1327)
- Pedro de Thous (1327–1374)
- Alberto de Thous (1374–1382)
- Berenguer March (1382–1409)
- Romero de Corbera (1410–1445)
- Gilaberto de Monsavin (1445–1453)
- Luis Despuig (1453–1482)
- Felipe Vivas de Cañamanes y Boll (1482–1484)
- Felipe de Aragón y Navarra (1484–1488)
- Felipe Vivas de Cañamanes y Boll (1488–1492)
- Francisco Sanz (1493–1506)
- Francisco Bernardo Despuig (1506–1537)
- Francisco Llansol de Romaní (1537–1544)
- Pedro Luis Garcerán de Borja (1545–1587)